# Аптон (Кентуккі)
Аптон (англ. Upton) — місто (англ. city) в США, в округах Гардін і Леру штату Кентуккі. Населення — 704 особи (2020).

## Географія
Аптон розташований за координатами 37°27′31″ пн. ш. 85°54′0″ зх. д. / 37.45861° пн. ш. 85.90000° зх. д. (37.458667, -85.900050).  За даними Бюро перепису населення США в 2010 році місто мало площу 3,53 км², з яких 3,52 км² — суходіл та 0,01 км² — водойми.

## Демографія
Згідно з переписом 2010 року, у місті мешкали 683 особи в 281 домогосподарстві у складі 185 родин. Густота населення становила 193 особи/км².  Було 328 помешкань (93/км²).
Расовий склад населення:
| - 95,6 % — білих - 1,5 % — чорних або афроамериканців - 0,6 % — корінних американців - 0,4 % — вихідців з тихоокеанських островів - 0,1 % — азіатів |

До двох чи більше рас належало 1,8 %. Частка іспаномовних становила 0,4 % від усіх жителів.
За віковим діапазоном населення розподілялося таким чином: 24,2 % — особи молодші 18 років, 60,6 % — особи у віці 18—64 років, 15,2 % — особи у віці 65 років та старші. Медіана віку мешканця становила 37,3 року. На 100 осіб жіночої статі у місті припадало 96,8 чоловіків;  на 100 жінок у віці від 18 років та старших — 95,5 чоловіків також старших 18 років.
Середній дохід на одне домашнє господарство  становив 48 722 долари США (медіана — 31 406), а середній дохід на одну сім'ю — 58 850 доларів (медіана — 33 672). За межею бідності перебувало 19,7 % осіб, у тому числі 23,6 % дітей у віці до 18 років та 14,4 % осіб у віці 65 років та старших.
Цивільне працевлаштоване населення становило 266 осіб. Основні галузі зайнятості: освіта, охорона здоров'я та соціальна допомога — 15,8 %, будівництво — 15,8 %, роздрібна торгівля — 15,4 %.